# عبد المنعم رياض

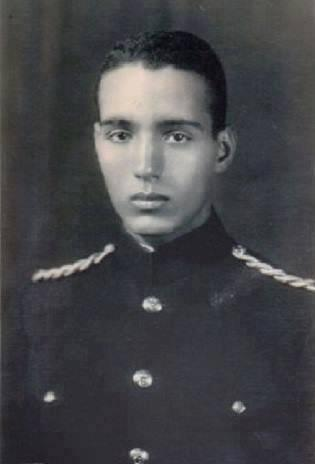
عبد المنعم رياض في صورة تخرجه من الكلية الحربية 1938

 محمد عبد المنعم محمد رياض عبد الله (22 أكتوبر 1919- 9 مارس 1969) فريق أول وقائد عسكري مصري، شغل منصب رئيس أركان حرب القوات المسلحة المصرية، كما شغل من قبل منصب رئيس هيئة العمليات بالقوات المسلحة المصرية وعُيّن عام 1964 رئيسًا لأركان القيادة العربية الموحدة، وفي حرب 1967 عُيّن قائدا عاما للجبهة الأردنية.
يعتبر واحدًا من أشهر العسكريين العرب في النصف الثاني من القرن العشرين؛ حيث شارك في الحرب العالمية الثانية ضد الألمان والإيطاليين بين عامي 1941 و1942، وشارك في حرب فلسطين عام 1948، والعدوان الثلاثي عام 1956، وحرب 1967 وحرب الاستنزاف.
أشرف على الخطة المصرية لتدمير خط بارليف، خلال حرب الاستنزاف، وفي صبيحة يوم 8 مارس قرر الفريق أن يتوجه بنفسه إلى الجبهة ليرى عن قرب نتائج المعركة وقرر أن يزور أكثر المواقع تقدماً ثم انهالت نيران القوات الإسرائيلية فجأة على المنطقة التي كان يقف فيها وسط جنوده وانفجرت إحدى قذائف المدفعية بالقرب من الحفرة وتوفي متأثرا بجراحه نتيجة للشظايا القاتلة.
قام الرئيس المصري جمال عبد الناصر بتكريم عبد المنعم رياض بمنحه رتبة فريق أول ومنحه وسام نجمة الشرف العسكرية أرفع وسام عسكري في مصر، وتحول يوم 9 مارس إلى يوم الشهيد في مصر .

## نشأته
ولد الفريق محمد عبد المنعم محمد رياض عبد الله في قرية سبرباي إحدى ضواحي مدينة طنطا محافظة الغربية في 22 أكتوبر 1919، ونزحت أسرته من الفيوم، وكان جدّه عبد الله طه على الرزيقي من أعيان الفيوم، وكان والده القائم مقام (رتبة عقيد حاليًا) محمد رياض عبد الله قائد بلوكات الطلبة بالكلية الحربية والتي تخرجت على يديه الكثيرين من قادة المؤسسة العسكرية.

## تعليمه
- درس في كتاب القرية وتدرج في التعليم حتى حصوله على الثانوية العامة من مدرسة الخديوي إسماعيل.
- التحق بكلية الطب بناء على رغبة أسرته، ولكنه بعد عامين من الدراسة فضّل الالتحاق بالكلية الحربية التي كان متعلقا بها.
- انتهى من دراسته بالكلية الحربية في عام 1938 برتبة ملازم ثان.
- نال شهادة الماجستير في العلوم العسكرية عام 1944 وكان ترتيبه الأول.
- أتم دراسته كمعلم مدفعية مضادة للطائرات بامتياز في إنجلترا عامي 1945 و1946.
- أجاد عدة لغات منها الإنجليزية والفرنسية والألمانية والروسية.
- انتسب أيضا لكلية العلوم لدراسة الرياضيات البحتة.
- انتسب وهو برتبة فريق إلى كلية التجارة لإيمانه بأن الإستراتيجية هي الاقتصاد.
- أتم دراسته بأكاديمية ناصر العسكرية العليا، وحصل على زمالة كلية الحرب العليا عام 1966.
- في عامي 1962 و1963 اشترك وهو برتبة لواء في دورة خاصة بالصواريخ بمدرسة المدفعية المضادة للطائرات حصل في نهايتها على تقدير الامتياز .[5]

## حياته العسكرية
- في عام 1941 عُيّن بعد تخرجه في سلاح المدفعية، وألحق بإحدى البطاريات المضادة للطائرات في المنطقة الغربية، حيث اشترك في الحرب العالمية الثانية ضد ألمانيا وإيطاليا.
- خلال عامي 1947 – 1948 عمل في إدارة العمليات والخطط في القاهرة، وكان همزة الوصل والتنسيق بينها وبين قيادة الميدان في فلسطين، ومنح وسام الجدارة الذهبي لقدراته العسكرية التي ظهرت آنذاك.
- في عام 1951 تولّى قيادة مدرسة المدفعية المضادة للطائرات وكان وقتها برتبة مقدم.
- في عام 1953 عُيِّن قائدا للواء الأول المضاد للطائرات في الإسكندرية.
- من يوليو 1954 وحتى أبريل 1958 تولّى قيادة الدفاع المضاد للطائرات في سلاح المدفعية.
- في 9 أبريل 1958 سافر في بعثة تعليمية إلى الاتحاد السوفيتي لإتمام دورة تكتيكية تعبوية في الأكاديمية العسكرية العليا، وأتمها في عام 1959 بتقدير امتياز وقد لقب هناك بالجنرال الذهبي.
- عام 1960 بعد عودته شغل منصب رئيس أركان سلاح المدفعية.
- عام 1961 نائب رئيس شعبة العمليات برئاسة أركان حرب القوات المسلحة وأُسند إليه منصب مستشار قيادة القوات الجوية لشؤون الدفاع الجوي.
- وفي عام 1964 عُيّن رئيسا لأركان القيادة العربية الموحدة.
- ورُقّي في عام 1966 إلى رتبة فريق.
- في مايو 1967 وبعد سفر الملك حسين للقاهرة للتوقيع على اتفاقية الدفاع المشترك عُيّن الفريق قائدا لمركز القيادة المتقدم في عمان، فوصل إليها في الأول من يونيو 1967 مع هيئة أركان صغيرة من الضباط العرب لتأسيس مركز القيادة
- وحينما اندلعت حرب 1967 عُيّن الفريق قائدا عاما للجبهة الأردنية.
- وفي 11 يونيو 1967 اختير رئيسا لأركان حرب القوات المسلحة المصرية فبدأ مع وزير الحربية والقائد العام للقوات المسلحة الجديد الفريق أول محمد فوزي إعادة بنائها وتنظيمها
- وفي عام 1968 عُيّن أمينا عاما مساعدا لجامعة الدول العربية.
- حقق الفريق انتصارات عسكرية في المعارك التي خاضتها القوات المسلحة المصرية خلال حرب الاستنزاف مثل معركة رأس العش التي منعت فيها قوة صغيرة من المشاة سيطرة القوات الإسرائيلية على مدينة بور فؤاد المصرية الواقعة على قناة السويس وذلك في آخر يونيو 1967، وتدمير المدمرة الإسرائيلية إيلات في 21 أكتوبر 1967 وإسقاط بعض الطائرات الحربية الإسرائيلية خلال عامي 1967 و1968 وتدمير 60% من تحصينات خط برليف الذي تحوّل من خط دفاعي إلى مجرد إنذار مبكر.
- صمّم الخطة (200) الحربية التي كانت الأصل في الخطة (جرانيت) التي طُورت بعد ذلك لتصبح خطة العمليات في حرب أكتوبر تحت مسمى (بدر).

## الأوسمة والأنواط والميداليات
حصل على العديد من الأنواط والأوسمة ومنها:
- ميدالية الخدمة الطويلة والقدوة الحسنة
- وسام نجمة الشرف
- وسام الجدارة الذهبي
- وسام الأرز الوطني بدرجة ضابط كبير من لبنان

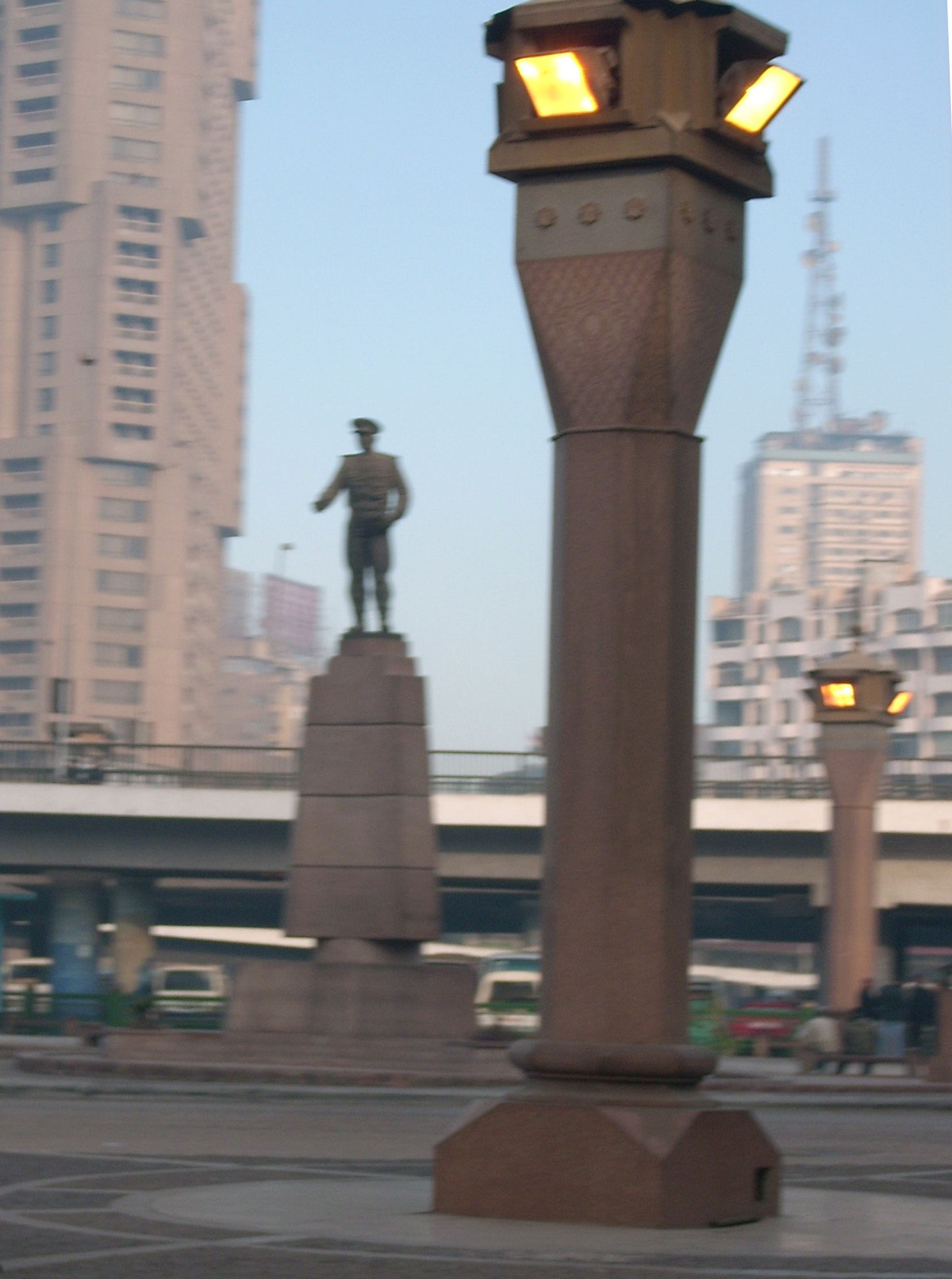
يوجد تمثال لعبد المنعم رياض بميدان عبد المنعم رياض المجاور لميدان التحرير

- وسام الكوكب الأردني طبقة أولى

## وفاته
أشرف الفريق على الخطة المصرية لتدمير خط بارليف، خلال حرب الاستنزاف، ورأى أن يشرف على تنفيذها بنفسه وتحدد يوم السبت 8 مارس 1969 موعداً لبدء تنفيذ الخطة، وفي التوقيت المحدد انطلقت نيران المصريين على طول خط الجبهة لتكبد الإسرائيليين أكبر قدر من الخسائر في ساعات قليلة وتدمير جزء من مواقع خط بارليف واسكات بعض مواقع مدفعيته في أعنف اشتباك شهدته الجبهة قبل معارك 1973.
وفي صبيحة اليوم التالي قرر الفريق أن يتوجه بنفسه إلى الجبهة ليرى عن قرب نتائج المعركة ويشارك جنوده في مواجهة الموقف، وقرر أن يزور أكثر المواقع تقدماً التي لم تكن تبعد عن مرمى النيران الإسرائيلية سوى 250 مترا، ووقع اختياره على الموقع رقم 6 وكان أول موقع يفتح نيرانه بتركيز شديد على دشم العدو في اليوم السابق.
ويشهد هذا الموقع الدقائق الأخيرة في حياة الفريق، حيث انهالت نيران العدو فجأة على المنطقة التي كان يقف فيها وسط جنوده واستمرت المعركة التي كان يقودها الفريق بنفسه حوالي ساعة ونصف الساعة إلى أن انفجرت إحدى طلقات المدفعية بالقرب من الحفرة التي كان يقود المعركة منها ونتيجة للشظايا القاتلة وتفريغ الهواء توفي عبد المنعم رياض بعد 32 عاما قضاها عاملا في الجيش متأثرا بجراحه.

## نعيه وتكريمه

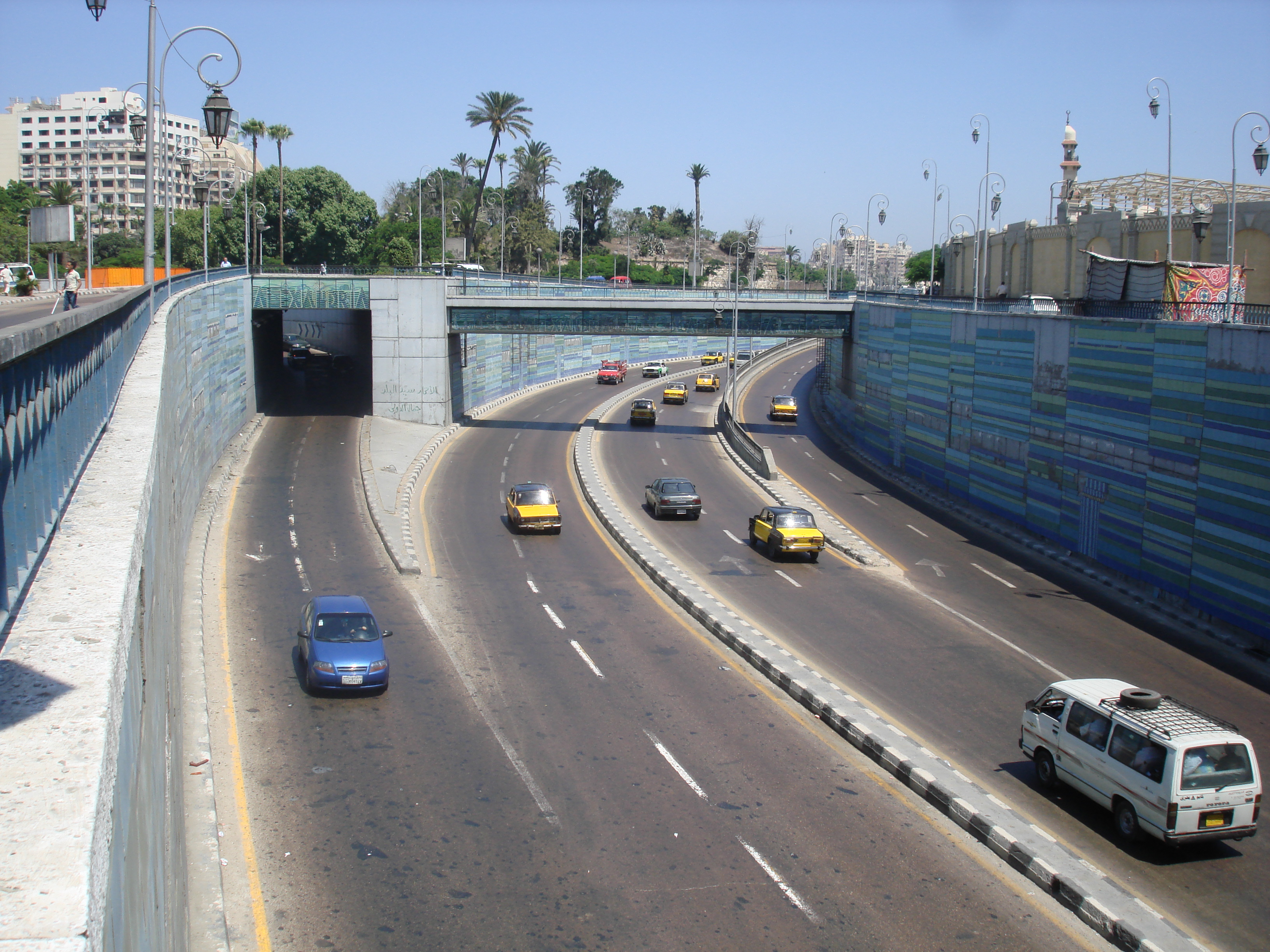
«نفق الشهيد عبد المنعم رياض» بالإسكندرية

- نعاه الرئيس جمال عبد الناصر ومنحه رتبة الفريق أول ووسام نجمة الشرف العسكرية.
- اعتبر يوم 9 مارس من كل عام هو يومه تخليداً لذكراه.
- أطلق اسمه على أحد الميادين الشهيرة بوسط القاهرة بجوار ميدان التحرير ووضع به نصب تذكاري للفريق.
- أطلق اسمه على أحد شوارع المهندسين وأكبر شارع بمدينة بلبيس.
- وضع نصب تذكاري له بميدان الشهداء في محافظة بورسعيد والإسماعيلية ومحافظة سوهاج.
- سُمّيت باسمه إحدى المدارس الابتدائية التابعة للأزهر الشريف بمنطقة الإبراهيمية بالأسكندرية.
- سُمّيت باسمه مدرسة إعدادية للبنين في مدينة دمنهور بمحافظة البحيرة.
- أسس له مسجد كبير في مدينه الغردقة
- سُمّيت باسمه العديد من المدارس والشوارع والأماكن الهامة الأخرى.
- أطلق اسمه على أحد شوارع العاصمة الأردنية عمان ومحافظة الزرقاء في المملكة الأردنية الهاشمية.
- أطلق اسمه على أحد الشوارع الرئيسية بدولة الكويت في محافظة العاصمة بالتقاطع مع شارع مبارك الكبير وشارع خالد بن الوليد .
- أطلق أسمه على أحد الشوارع في مدينة بنغازي في ليبيا.
- أسس له مسجد كبير في مدينة الإسكندرية.
- سُمّيت باسمه إحدى المدارس الثانوية في ريف دمشق، سوريا
- أسس له العديد من المساجد باسمه في الكثير من محافظات ومراكز مصر من بينها مسجد عبد المنعم الرياض في مدينة أبوتيج وهو أقدم من مسجد التوحيد بنفس المدينة في شارع النيل الذي أسسه الشريف حسين شحاته أحمد شحاته آل عمار الحسيني.